# 瓦斯采利納鄉

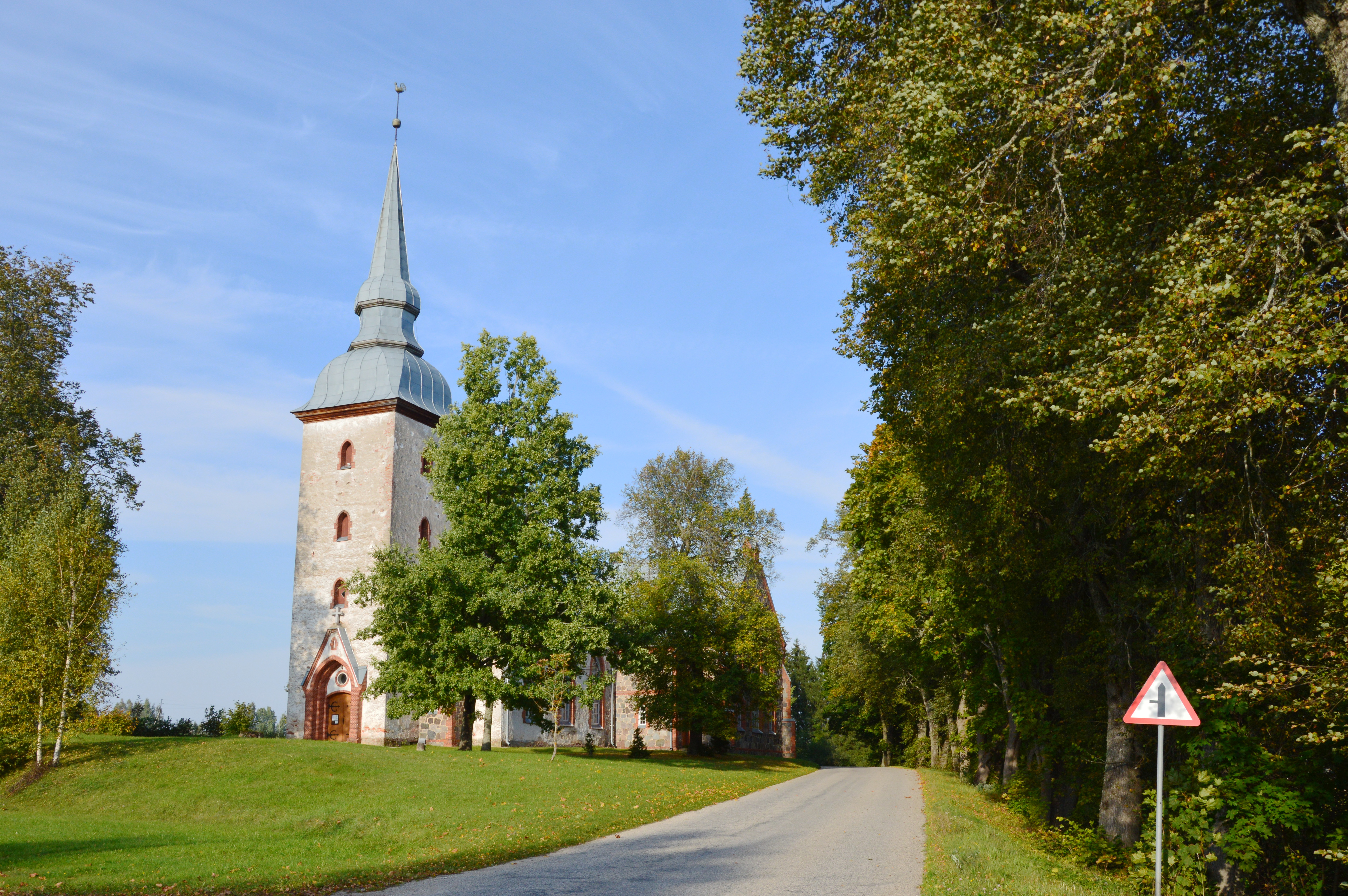
瓦斯采利納教堂

瓦斯采利納鄉，曾是愛沙尼亞沃魯縣的一個鄉村型市镇，位於該國東南部，行政中心設於瓦斯采利納，面積223平方公里，2008年人口2,165，人口密度每平方公里10人。
2017年爱沙尼亚行政改革后，瓦斯采利納市镇与其他市镇一起合并为新的沃魯市鎮。
57°43′55″N 27°16′58″E / 57.73194°N 27.28278°E